# Complot de Prats de Molló

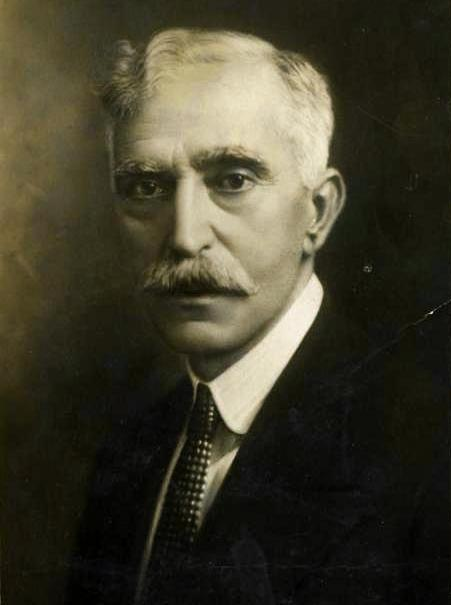
Francesc Macià, el que luego sería presidente de la Generalidad de Cataluña (1931-1933), fue el líder de la fracasada invasión de Cataluña por la frontera francesa

El complot de Prats de Molló, más conocido en la historiografía catalana como los hechos de Prats de Molló, fets de Prats de Molló (por el topónimo en catalán de localidad del Rosellón francés Prats-de-Mollo-la-Preste), fue un intento de invasión militar de Cataluña efectuado desde Francia para conseguir su independencia planeado por Francesc Macià y la dirección del partido Estat Català, descubierta y abortada en 1926. El plan consistía en la penetración de dos columnas (una desde Saint-Laurent-de-Cerdans; la otra, desde el col de Ares), que tenían que ocupar Olot y proclamar la República Catalana.

## Preparativos
El golpe de Estado de Primo de Rivera y la política anticatalanista que adoptó inmediatamente reafirmó la apuesta de Estat Català por la vía insurreccional. Francesc Macià, su líder, que entonces tenía 64 años, lo expuso claramente el 7 de octubre de 1923 poco antes de huir a Perpiñán, cuando explicó que el principal objetivo de su partido era formar una gran coalición con las organizaciones obreras y los partidos republicanos catalanes, y con los nacionalistas radicales vascos y gallegos, para llevar a cabo un movimiento subversivo que acabara con la Dictadura. Con ese objetivo se formaron los primeros escamots, se fundó en Bois-Colombes, cerca de París, —a donde Macià fue obligado a trasladarse por orden de la policía francesa, tras unos incidentes durante la celebración de unos Jocs Florals en Toulouse— un Comité Separatista Català, que haría las funciones de cuartel general de la insurrección, y se comenzó a recaudar fondos para la compra de material de guerra. Junto con Macià, estaban Josep Bordas de la Cuesta, Ernest Dalmau, Antoni Puch i Ferrer, Ventura Gassol, Josep Carner, Josep Rovira, Josep Marlès y Martí Vilanova. Estat Català tenía también otros locales en Toulouse, donde estaban Roc Boronat y Juli Figueres, y en Perpiñán, Artur Coromines y Josep Esparç, que actuaban como centros de reclutamiento.
En el plano internacional, Macià contactó con diversos movimientos de naciones sin estado europeos y con los nacionalistas filipinos para formar una Liga de Naciones Oprimidas, constituida en septiembre de 1924, que actuaría como centro de propaganda y como grupo de presión ante la Sociedad de Naciones. El plan inicial de Macià era organizar una incursión fronteriza que le permitiera ocupara el territorio suficiente para llamar la atención del mundo y exigir la solución del "caso catalán". En noviembre de 1924 Macià escribe (en catalán):

Por encima de todas estas dificultades, sin embargo, estamos dispuestos a continuar adelante, porque así lo exige esta Cataluña no compuesta de políticos ni de fabricantes ni de bienes materiales que temen perder, sino esta Cataluña del espíritu que sentimos cómo nos empuja y a gritos nos pide que la dignifiquemos, como le hemos dado nuestra palabra.

En enero de 1925, Macià se reunió en París con representantes de la CNT y con los nacionalistas radicales vascos aberrianos (que entonces controlaban el PNV) para organizar un alzamiento simultáneo en Cataluña y el País Vasco, que sería apoyado con movilizaciones en otras regiones españolas que contarían con el apoyo de algunos militares. De aquella reunión surgió el llamado Pacto de la Libre Alianza por el que se creaba un Comité General Revolucionario, o Comité de Acción, que sería el que dirigiría el levantamiento. Para financiar la operación se emitió un empréstito, llamado empréstito de Pau Claris, por valor de cerca de nueve millones de pesetas, y entre abril y agosto miembros de los escamots establecieron varios depósitos de armas en las cercanías de la frontera franco-española. Mientras tanto la policía francesa mantenía bajo estricta vigilancia a Macià, por encabezar la organización de un complot preparado contra el Gobierno español, según consta en un informe del Ministerio del Interior francés.
En junio grupos clandestinos de Estat Català y de Acció Catalana organizaron el llamado complot de Garraf, un atentado fallido contra los reyes de España en las costas de Garraf, impulsado desde el exterior por Daniel Cardona, un dirigente de Estat Català cada vez más crítico con la estrategia de Macià y que en noviembre abandonaría el partido.
En octubre de 1925, tras incorporar a los comunistas al Pacto de la Libre Alianza, Macià viajó a Moscú —acompañado del secretario del PCE José Bullejos— para recabar el apoyo del gobierno soviético y de la Komintern. Allí le hizo de intérprete Andreu Nin, que trabajaba entonces para la Komitern, y consiguió entrevistarse con Bujarin y con Zinoviev quienes le prometieron ayuda económica y militar, pero ésta nunca llegó. Según relató Josep Carner i Ribalta, que también había acompañado a Macià a Moscú, «pocos días después de nuestra vuelta a París, supimos que Zinoviev y sus amigos habían caído en desgracia y habían sido desposeídos de todo poder por Stalin. Puede que por esta razón, el prometido representante de la III Internacional en París no llegara nunca, ni tampoco, claro está, los dineros prometidos» Según Eduardo González Calleja, eran 400.000 pesetas. Este historiador afirma, por otro lado, que cuando Macià volvió a París tanto la CNT como los nacionalistas vascos se mostraron reticentes ante el "pacto de Moscú". Finalmente Macià rompió con los comunistas en la primavera de 1926, porque «nos hemos dado cuenta de que era una gente que habiendo prometido su ayuda, faltaban a su palabra siempre, no aportando lo que prometían y que a lo que iban era a aprovecharse de nuestro nombre y de nuestras organizaciones para presentarse con nuestro prestigio y hacer sus campañas», según dejó escrito Macià.

## Desarrollo

Bandera independentista catalana que iba a ser izada en cuanto se ocupara una parte significativa de territorio y se proclamara la República Catalana.

Tras el fracaso del intento de golpe de Estado de junio de 1926, conocido como la Sanjuanada, Maciá decide llevar adelante su plan de invasión de Cataluña a través de la frontera francesa. «Yo, por mi parte, creo que no ha acabado aquí el complot, y he decidido firmemente y al margen de lo que puedan hacer ellos y al margen de todo lo que puedan hacer nuestros otros aliados, llevar a cabo algo nosotros solos, que aunque no se asegure la libertad... al menos nos hará quedar en un lugar bien digno», escribe Macià.
El plan de Macià consistía en que los escamots penetrararan por Prats de Molló, en la Cataluña francesa, y tras la toma de Olot se dirigieran a Barcelona, donde se declararía la huelga general, que contaría con la colaboración de una parte de la guarnición, y donde se proclamaría la República catalana. Se esperaba que esta proclamación provocaría levantamientos en otras regiones españolas.
Por esas mismas fechas Macià entró en contacto en París con un grupo de exiliados italianos entre los que se destacaba Ricciotti Garibaldi, hijo, nieto del héroe de la unificación italiana, quien en realidad no era un combatiente antifascista sino un agente doble al servicio de la policía política de Mussolini. Gracias a éste Primo de Rivera tuvo conocimiento de la invasión que se proyectaba. Muchos de estos exiliados italianos —entre 50 y 100— que participaron en la operación habían combatido en la legión garibaldina durante la Primera Guerra Mundial. Con su intervención Macià buscaba la experiencia militar que les faltaba a sus escamots, y eso que "Macià sabía perfectamente que se trataba de unos personajes complejos y contradictorios. Había una minoría de voluntarios politizados, idealistas, y una mayoría de aventureros, personajes marginales, desclasados y hasta delincuentes, residentes desde hacía años en Francia... [y que] malvivían por los cafés y tabernas de París". El que los reclutó fue Arturo Rizzoli, un veterano de la Gran Guerra, que trabajaba como lavaplatos en un restaurante de París donde conoció a Joan Nicolau, miembro destacado de Estat Català, que también trabajaba en el establecimiento.

El plan del ataque consistía en crear dos columnas armadas que, de madrugada, atravesarían la frontera hispano-francesa y se adentrarían por caminos de montaña hasta las inmediaciones de Olot, donde se les unirían varios grupos más. Una vez reunidos, la estrategia consistía en caer por sorpresa sobre la capital de la comarca de La Garrocha, Olot, y atacar los cuarteles de la Guardia Civil y de los Carabineros. En este momento, aprovecharían la acción para difundir la noticia de la proclamación de la República Catalana mediante una emisora que ellos mismos transportarían. Se esperaba que, al recibir la noticia de la operación, el pueblo catalán se sublevaría. Posteriormente, se marcharía hacia las Guillerias donde se instalaría el campamento base y se proseguirían las operaciones.

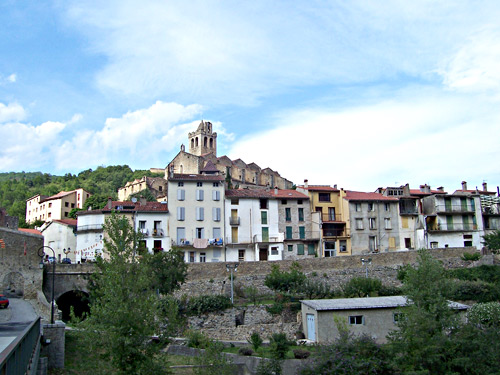
Prats de Molló en la actualidad

Según una versión no referenciada, Macià era partidario de no llevar a término ninguna acción hasta tener reclutados y preparados entre 400 y 500 voluntarios, pero las rivalidades entre los dirigentes del partido (como Daniel Cardona) para obtener el apoyo de los catalanes americanos y el hecho que los sectores más jóvenes y radicales (agrupados en la organización clandestina Bandera Negra) llevaran a término el fracasado complot del Garraf empujaron Macià a dar el visto bueno a la operación antes de lo esperado.
El 30 de octubre Macià dio la orden de movilización para que los comprometidos en la operación -una aventura gloriosa, según Macià- se presentaran, unos en Prats de Molló y otros en Sant Llorenç de Cerdans, entre esa fecha y el 1 de noviembre, mientras el propio Macià junto con Ventura Gassol establecían el cuartel general en una casa de campo cercana a Prats de Molló. El plan de movilización consistía en que un grupo de hombres vestidos de excursionistas saldrían de París y de otras ciudades francesas —Burdeos, Toulouse, Lyon, Perpiñán— como miembros de un grupo montañero que se dirige al Canigó. Llevarían escondidas armas, teléfonos de campaña, material sanitario, propaganda impresa y una bandera estelada que se izaría en el campanario del primer pueblo que fuera ocupado.
La proyectada invasión resultó un completo fracaso porque la policía francesa estaba sobre aviso, al parecer por una filtración procedente del grupo de Garibaldi, y no tuvo muchas dificultades para detener cerca de la frontera española a la mayoría de los participantes en la invasión (fueron 111 los detenidos). Macià fue arrestado el día 4 en la casa de campo que ocupaba. Mientras tanto en Barcelona la policía española, que también estaba al tanto de la operación, detuvo a los implicados en el complot del interior de Cataluña.

## El juicio

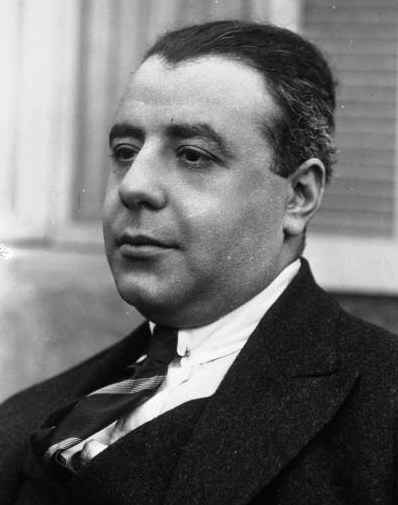
Henry Torrès, abogado defensor de Macià

Macià fue conducido a Perpiñán, a donde también fueron llevados el resto de los detenidos, siendo alojados en el cuartel del regimiento de fusileros senegaleses. Al cabo de pocos días, la mayoría de los arrestados son expulsados de Francia, mientras una veintena, considerados los cerebros de la operación, son trasladados a París para ser juzgados. La noticia del complot des catalans, como lo llama la prensa francesa, y el juicio posterior ocupa las páginas de los periódicos de Europa y de América, lo que supone un fuerte respaldo para la "causa catalana". Macià, con 67 años, se convierte en un personaje popular en Francia, y es presentado en ocasiones como un don Quijote idealista.
Los implicados llevados a juicio en París fueron 18, 16 catalanes (el propio Macià, Josep Bordas, Roc Boronat, Josep Carner Ribalta, Ernest Dalmau, Josep Esparch, Ventura Gassol, Joan Moragues, Josep Morella, Pere Morella, Luis Morella, Josep Rovira, Martí Vilanova, Ramon Fabregat, Artur Coromines, Juli Figueras) y 2 italianos (Arturo Rizzoli y Ricciotti Garibaldi, hijo).
En un interrogatorio preliminar, Francesc Macià, en nombre de todos los acusados, afirmó que los conjurados representaban «la pervivencia del espíritu rebelde de la Cataluña oprimida», y pocos días después en una entrevista para el diario Le Petit Journal de París justificó el intento de invasión: «Cataluña separada de España no solo será más feliz en el sentido espiritual, sino también en el sentido económico». Durante la instrucción Macià confesó, según consta en las actas del juicio, «haber preparado y organizado una expedición armada para conquistar el poder y proclamar la República Catalana Independiente».
El juicio comenzó el 21 de enero de 1927 y durante el mismo Macià aprovechó la oportunidad para leer una larga declaración en nombre de todos los inculpados en la que defendió la "causa de Cataluña":

Señor Presidente... somos ciudadanos de un pueblo que ha sido libre y que quiere volver a serlo. [...] Por eso, al marchar hacia Cataluña para provocar allí el alzamiento que nos habría hecho libres, y teniendo mucho cuidado de evitar cualquier conflicto diplomático para Francia, no creímos que cometíamos ningún delito.[...] En efecto, marchábamos a combatir un enemigo histórico de Francia: España. Y para liberar un pueblo amigo de vuestro país: Cataluña. [...] Nosotros queremos una república catalana independiente que sea para vosotros una Bélgica pirenaica —una república que íbamos a conquistar por la violencia, siendo este el único medio con el que España puede entrar en razón, que nunca ha otorgado ningún derecho a ningún pueblo que haya oprimido, si no es por las armas...—.
Queremos entrar como Estado independiente en el concierto de los pueblos libres, ya que no habrá paz internacional mientras halla naciones esclavas. [...]
 Queremos liberar a nuestra patria catalana de la dominación española que pesa sobre ella desde 1714. [...]
Queremos liberar a nuestra querida patria del azote de esta dictadura militar, representación auténtica de la España oficial que considera Cataluña como un país conquistado y como la última de sus colonias a explotar. [...]
 Queremos expulsar de nuestro desgraciado país a este grupo de generales ignorantes y despóticos que, al servicio de la monarquía española, han profanado nuestras tradiciones y fiestas, han prohibido la bandera catalana, han proscrito nuestra lengua, han cerrado nuestras escuelas, han destruido la obra de Prat de la Riba, la Mancomunitat, y todas sus instituciones culturales, han destruido la Comisión de Cultura del Ayuntamiento de Barcelona, han deportado, encarcelado y torturado tantos catalanes por el único delito de haber querido escuchar la voz de su dignidad como hombres. [...]
 Con nuestra libertad, queremos la libertad de todos los otros pueblos de España que, igualmente como nosotros, sufren la esclavitud de la España oficial. [...] Una vez libres, todos los pueblos de España aceptarían todos los lazos fraternales, por libre acuerdo, sin afectar en absoluto a nuestra soberanía nacional. Lo que no queremos ni podemos aceptar, tal como decíamos, son estos mismos lazos impuestos por la fuerza

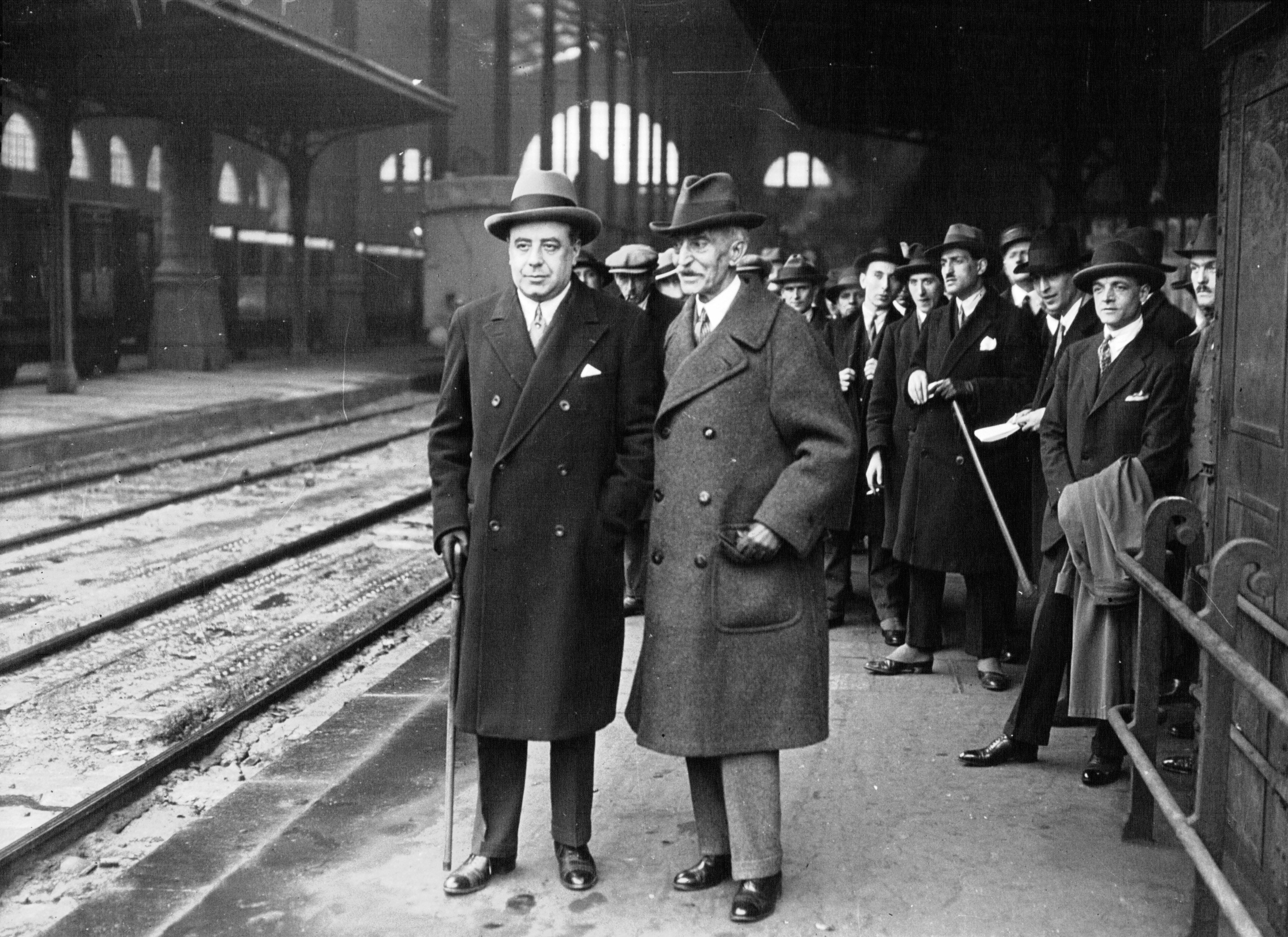
Francesc Macià con su abogado Henry Torrès a punto de abandonar París después de celebrarse el juicio.

Macià, gracias a la buena labor de su abogado defensor Henri Torrès, solo fue condenado a dos meses de cárcel y como ya los había cumplido en prisión preventiva, fue puesto inmediatamente en libertad. Pagó una multa de 100 francos por tenencia ilícita de armas, y fue expulsado a Bélgica.
Garibaldi fue condenado a dos meses de prisión y al pago de una multa de 100 francos, y el resto de los acusados a un mes de prisión y 50 francos de multa. Todos fueron puestos en libertad, porque las condenas eran inferiores al tiempo que habían pasado en prisión preventiva, y expulsados a Bélgica.

## Consecuencias
A pesar del fracaso, el complot tuvo un amplio eco internacional lo que provocó que, según Eduardo González Calleja, cobrara "una inesperada dimensión épica" y diera "origen al persistente mito de l'Avi [Macià], precisamente en el momento de más baja popularidad de la Dictadura y sus cómplices en Cataluña". Macià desarrolló a partir de entonces una febril actividad propagandística de la "causa catalana". En diciembre de 1927 inició un viaje por América Latina, que culminó en Cuba, donde en octubre de 1928 convocó la autodenominada Asamblea Constituyente del Separatismo Catalán, de la que surgiría el Partit Separatista Revolucionari de Catalunya. En la Asamblea se aprobó la Constitución Provisional de la República Catalana y asimismo se decidió que el método de lucha seguiría siendo el alzamiento armado de los catalanes, aunque tras el fracaso del golpe de Estado de enero de 1929 encabezado por José Sánchez Guerra, Macià decidió abandonar el proyecto de una nueva invasión y apostó por organizar una insurrección en el interior de Cataluña, vinculada a las diversas conspiraciones antidictatoriales y antimonárquicas que entonces se estaban tramando.